# فرهنگ در اروگوئه
فرهنگ اروگوئه در ذات خود ناهمگون است؛ زیرا اروگوئه از جملهٔ کشورهایی است که مردمانش دارای ریشه‌های چندفرهنگی‌اند. اروگوئه دارای میراثی ارزشمند از سنّت‌های هنری و ادبی، به‌ویژه به‌نسبت اندازهٔ کوچک خود است. حضور فاتحان متناوب اسپانیایی و پرتغالی، و مهاجران ناهمگون – ایتالیایی، آلمانی، سوئیسی، روس، یهودی، ارمنی و غیره – منجر به پدید آمدن سنّت‌هایی شده که این جمعیت متنوع را با مردم بومی یا ساکنان «چاروآ» (Charrúa) یکپارچه ساخته‌است. در اروگوئه خرابه‌ها و قلعه‌هایی با قدمت چندین قرن وجود دارد که متعلق به دوران استعمار بوده‌اند. شهرهای اروگوئه میراث معماری ارزشمندی را دربردارند، و شماری از نویسندگان و هنرمندان و موسیقی‌دانان را در خود پرورش داده‌اند. کارناوال و کاندومبه مهم‌ترین نمونه‌های تأثیر فرهنگ آفریقایی از طریق بردگان، در کنار تأثیر باورهای دینی اومباندایی هستند. سنّت‌های  گوآرانی در نوشیدنی ملی «ماته» مشاهده می‌شود. موسیقی محلی و محبوب اروگوئه نه‌تنها در ریشه‌های گائوچویی، بلکه در تانگو نیز با آرژانتین اشتراک دارد.

## هنر
نقاشان مشهور اروگوئه‌ای شامل واقع‌گرایانی مانند خوآن مانوئل بلانس، ساخت‌گرایانی مانند خوآکین بلانس گارسیا، بومی‌گرایانی مانند کارلوس ماریا هررا، پساامپرسیونیست‌هایی مانند پدرو فیگاری و فلیپه سئاده، انتزاعی‌کارانی مانند کارلوس پائس ویلارو، و بسیاری دیگر است.

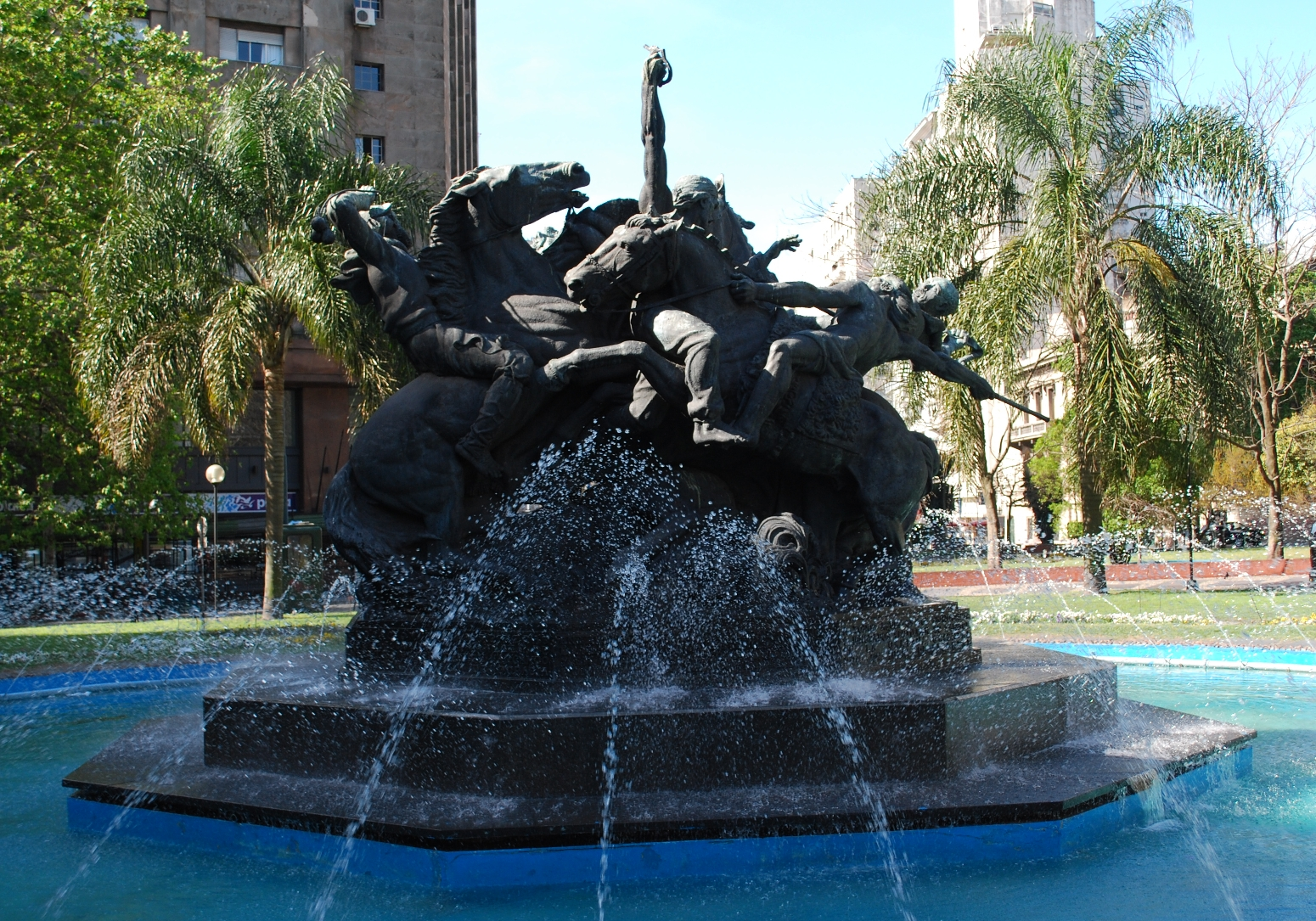
خوسه بلونی: پیکار، ۱۹۶۵

مجسمه‌سازان مشهور اروگوئه‌ای شامل واقع‌گرایانی مانند پابلو آچوگاری، خوسه بلونی، و خوسه لوئیس سوریا د سن‌مارتین و همچنین مجسمه‌سازان معاصر مانند خوآن خوسه کالاندریا، آغیدا دیکانکرو، هوگو نانتس، کلودیو سیلویرا سیلوا، ماری‌وی اوغولینو، و کارلوس پائس ویلارو (خالق اثر مشهور کاساپوئبلو که به‌عنوان «اثر حجمی قابل زندگی»، شهرتی جهانی دارد) است.

## موسیقی

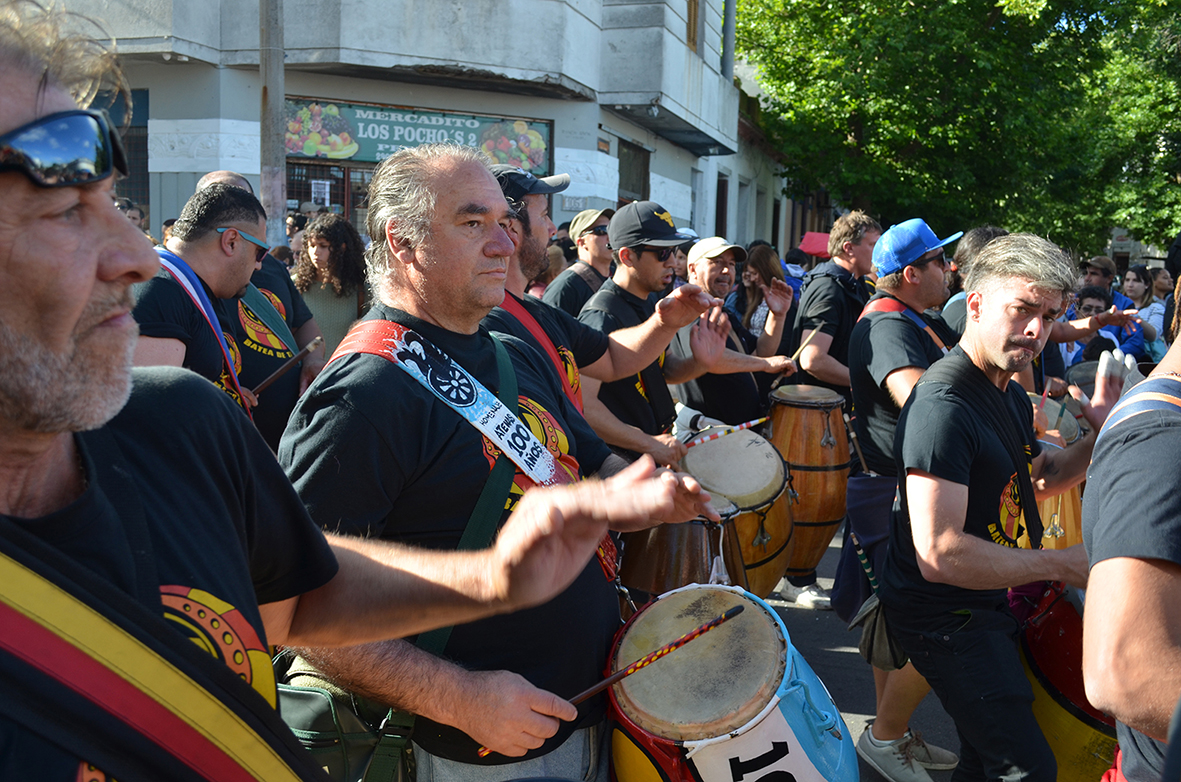
برگزاری جشن در فرهنگ اروگوئه

اروگوئه‌ای‌ها از موسیقی‌هایی مانند تانگو و فولکلور و والس، و همچنین قالب‌های محلی مانند کاندومبه و میلونگا و مورگا لذت می‌برند. تانگو و کاندومبه از سوی یونسکو به‌عنوان میراث فرهنگی ناملموس بشر شناخته و ثبت شده‌اند. کارناوال سالانهٔ اروگوئه رویدادی بزرگ با بسیاری ویژگی‌های منحصر به فرد است که آن را از کارناوال‌های کشورهای همسایه متمایز می‌سازد. سبک‌های موسیقی راک و جاز و پاپ و دیگر سبک‌های بین‌المللی از محبوبیت زیادی در اروگوئه برخوردارند.

## ادبیات

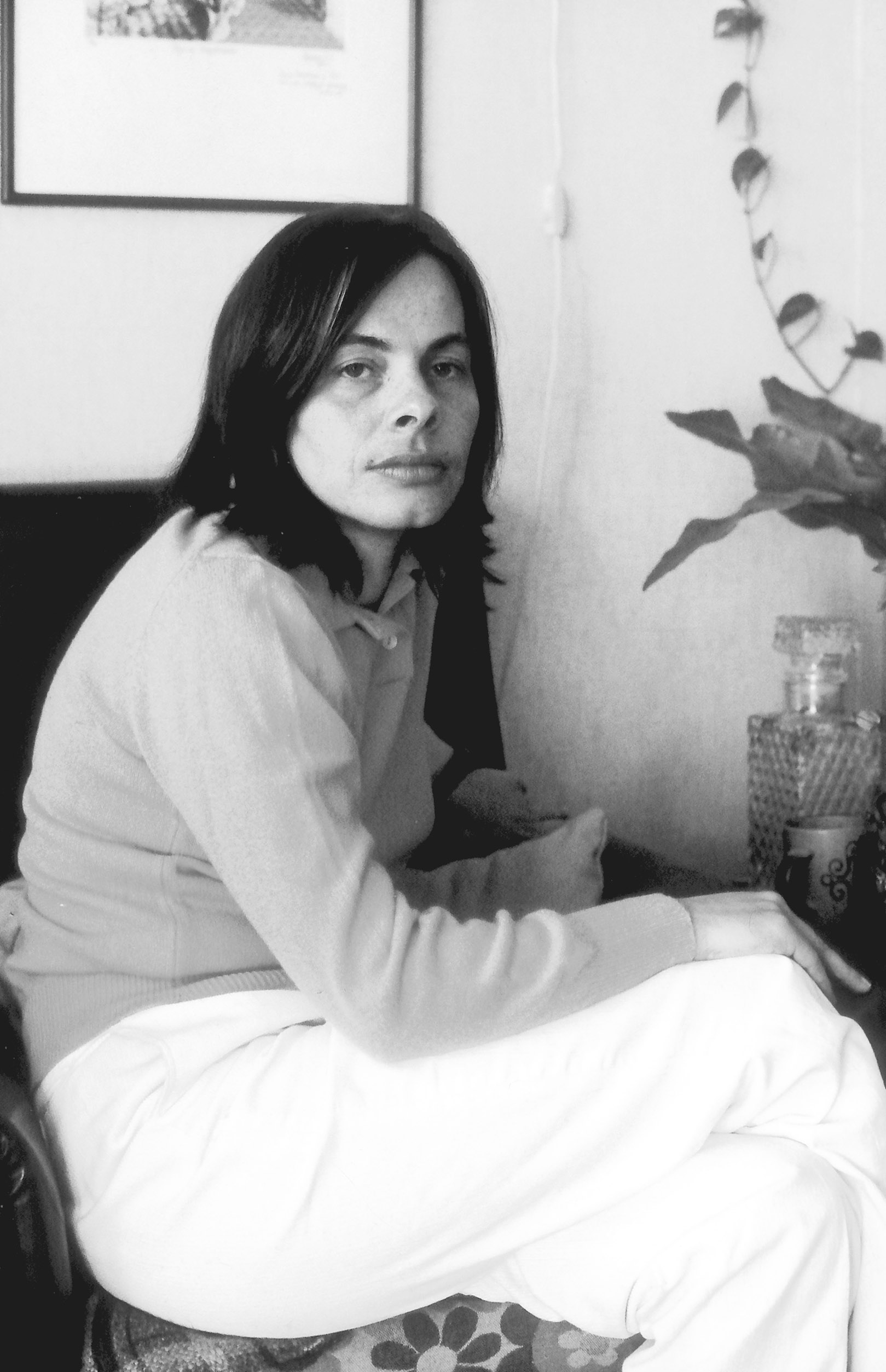
کریستینا پری روسی نویسنده و شاعر اروگوئه‌ای

یکی از معروف‌ترین آثار ادبیات اروگوئه آریل، نوشتهٔ خوسه انریکه رودو (۱۸۷۱–۱۹۱۷) است. این کتاب که در سال ۱۹۰۰ منتشر شده‌است، نیاز به حفظ ارزش‌های معنوی در بحبوحهٔ پیشرفت‌های مادی و فنی را مورد توجه قرار می‌دهد. فلورنسیو سانچز (۱۸۷۵–۱۹۱۰) نمایش‌نامه‌هایی در خصوص مسائل اجتماعی نوشت که امروزه همچنان اجرا می‌شوند. خوآن سوریا د سن‌مارتین (۱۸۵۵–۱۹۳۱) اشعاری بر اساس تاریخ اروگوئه سروده، که مهم‌ترین‌شان تاباره است. خوآنا د ایباربورو (۱۸۹۵–۱۹۷۹) و دلمیرا آگوستینی (۱۸۶۶–۱۹۱۴) نیز شاعران مهمی هستند. از جمله نویسندگان مدرن اروگوئه‌ای هم می‌توان خوآن کارلوس اونتی (صاحب اثر «سرزمین هیچ‌کس و کارخانهٔ کشتی‌سازی»)، ماریو بندتی (رمان‌نویس)، ادواردو گالئانو (منتقد اجتماعی)، و ماریو خسوس مورائس را نام برد.

## دین
اروگوئه کشوری در آمریکای جنوبی است. این کشور دارای جامعه های‌دینی‌ مختلفی است .آزادی مذهبی تضمین شده‌است. در حدود ۶۶ درصد از مردم اروگوئه کاتولیک رومی هستند. اکثر مردم اروگوئه نوزادان خود را غسل تعمید می‌دهند و در کلیسا ازدواج می‌کنند؛ اما در مواقع دیگر، کمتر به کلیسا می‌روند. یک جامعهٔ کوچک یهودی در مونته‌ویدئو وجود دارد (در حدود یک درصد از جمعیت) و نیز چند گروه پروتستان (در حدود ۲ درصد از جمعیت). ماکومبا و اومباندا، ادیانی با ریشهٔ آفریقایی-برزیلی، در حال حاضر سریع‌ترین رشد ادیان را در اروگوئه دارند. چند سازمان تبلیغ مسیحیت نیز در اروگوئه وجود دارد.

## زبان

لهجه های زبان اسپانیایی در اروگوئه

اسپانیایی زبان رسمی اروگوئه است و تقریباً همهٔ مردم به همین زبان صحبت می‌کنند. زبان های دیگری نیز در اروگوئه صحبت می شوند که عبارتند از : ایتالیایی، فرانسوی، آلمانی، انگلیسی و سایر زبان های اروپایی. انگلیسی نیز به عنوان یک زبان اقلیت در نظر گرفته می شود، اگرچه بیشتر در دنیای تجارت و کسب و کار استفاده می شود. همچنین‌ زبان‌های فرانسوی و ایتالیایی نیز چنین کاربردی در این کشور دارند. زبان‌های دیگر، شامل پرتغالی و پورتونیول (ترکیبی از زبان‌های اسپانیایی و پرتغالی) است، که هر دو در مناطق شمالی کشور در نزدیکی مرز برزیل مورد استفاده‌اند.

## غذا

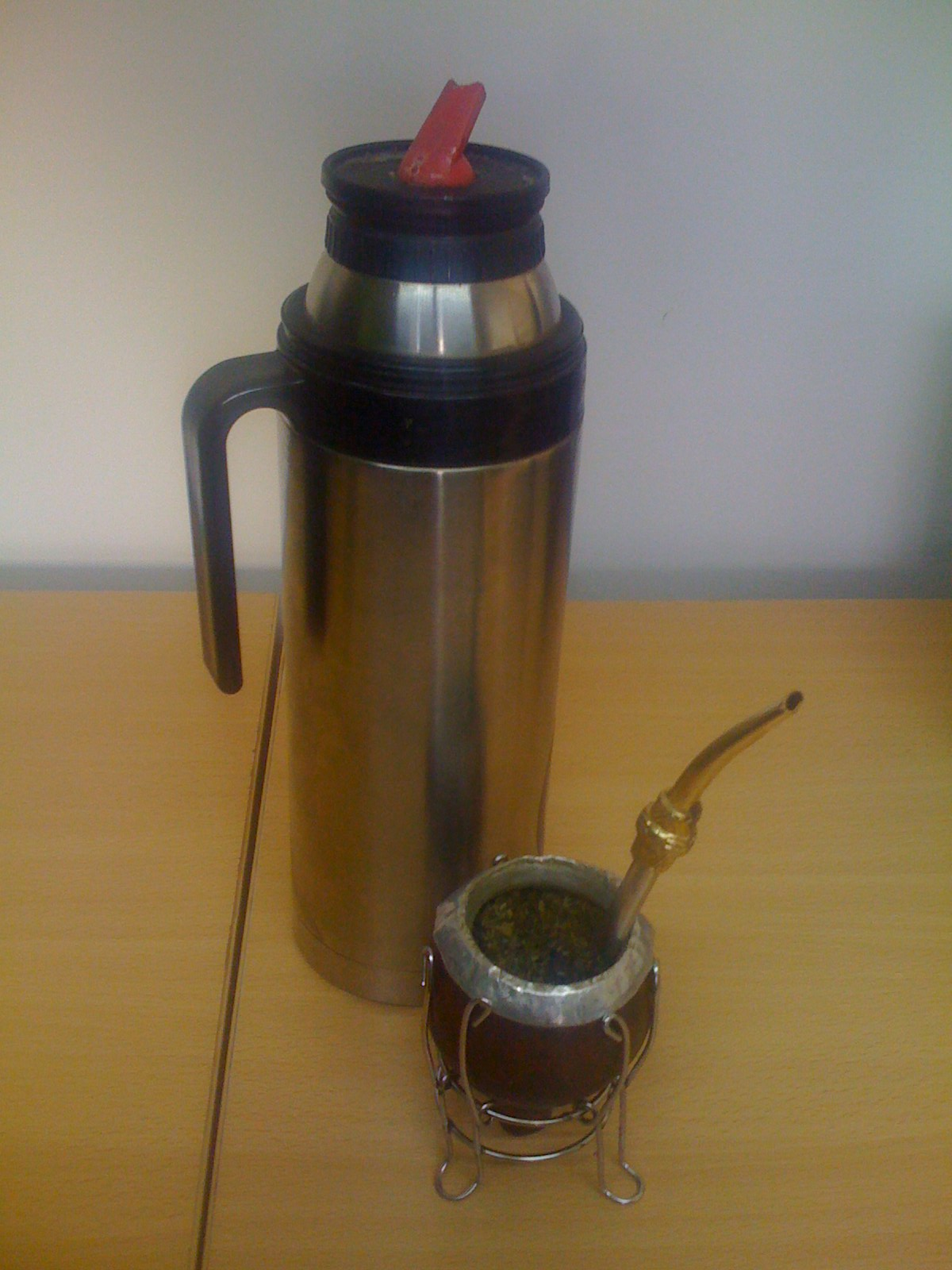
یربا ماتهٔ مقوّی، درون لیوان مخصوص، همراه با فلاسک. این نوشیدنی، جزء ثابت زندگی روزمره در اروگوئه است.

اروگوئه‌ای‌ها از لحاظ میزان مصرف گوشت گاو، فقط همسایه‌های آرژانتینی‌شان را رقیب خود می‌بینند. عمده‌ترین مصرف گوشت گاو در آمریکای جنوبی، در تهیهٔ غذایی با نام آسادو است. غذاهای ملّی اروگوئه عبارت‌اند از پاریادا (دیس گوشت گاو)، چیویتو (ساندویچ بزرگ استیک)، و پاستا. این آخری به‌دلیل مهاجرت شمار زیادی از ایتالیایی‌ها به اروگوئه در اواخر قرن نوزدهم و اوایل قرن بیستم میلادی است. غذاهای دیگر اروگوئه‌ای شامل مورسیا دولسه (یک نوع سوسیس خونی پخته‌شده با نارنج، پوست پرتقال و گردو) و میلانسا (نوعی شنیتسل گوشت گوساله) است. اسنک‌های اروگوئه‌ای شامل المپیک (ساندویچ لایه‌ای)، اونگاراس (سوسیس تند در رول هات‌داگ)، و ماساس سورتیداس (شیرینی‌های کوچک) است. نوشیدنی‌های متداول در اروگوئه شامل ماته، چای و قهوه می شود. 

## دخانیات
پژوهش‌ها نشان می‌دهد که تقریباً یک‌سوم افراد بالغ در اروگوئه تنباکو مصرف می‌کنند. در تاریخ یکم مارس ۲۰۰۶، قانونی به مرحلهٔ اجرا درآمد که بر اساس آن، استعمال دخانیات در همهٔ فضاهای سرپوشیدهٔ عمومی در اروگوئه، از جمله رستوران‌ها و بارها ممنوع شد. این قانون در نوع خود، یکی از سختگیرانه‌ترین قانون‌ها در جهان، و سختگیرانه‌ترین قانون در آمریکای لاتین است. جریمهٔ صاحبان کسب و کارهایی که اجازهٔ استعمال دخانیات را بدهند، ۱٬۱۰۰ دلار آمریکا یا سه روز بسته شدن است. یک نظرسنجی نشان داد که ۷۰ درصد از افراد سیگاری از این قانون حمایت می‌کنند. تاباره واسکس، رئیس‌جمهور وقت اروگوئه در زمان تصویب این قانون، یک پزشک متخصص سرطان بود.